# Vegas del Genil
Vegas del Genil és un municipi format per la unió de les localitats de Ambroz, Belicena i Purchil, i que està situat en la part central de la Vega de Granada (província de Granada). Limita amb els municipis de Granada, Churriana de la Vega, Cúllar Vega, Las Gabias i Santa Fe. Per ell passa el riu Genil.